# Henryk Mieczysław Jagodziński
Henryk Mieczysław Jagodziński (Małogoszcz, 1 de janeiro de 1969) é um diplomata e prelado polonês da Igreja Católica pertencente ao serviço diplomático da Santa Sé.

## Biografia
Foi ordenado padre em 3 de junho de 1995, em Kielce por Kazimierz Ryczan, bispo de Kielce, sendo incardinado nesta diocese. Possui formação em direito canônico.
Tendo entrado no serviço diplomático da Santa Sé em 1 de julho de 2001, trabalhou nas representações pontifícias na Bielorrússia, na Croácia, na Seção para as Relações com os Estados da Secretaria de Estado e nas representações pontifícias na Índia e na Bósnia e Herzegovina.
É fluente, além do polonês nativo, em italiano, francês, inglês, croata, russo e espanhol.
Em 3 de maio de 2020, o Papa Francisco o nomeou núncio apostólico no Gana, sendo consagrado como arcebispo titular de Limosano em 17 de julho, na Catedral Basílica de Kielce, pelas mãos de Jan Romeo Pawłowski, oficial da Secretaria de Estado da Santa Sé, coadjuvado por Salvatore Pennacchio, núncio apostólico na Polônia e por Jan Piotrowski, bispo de Kielce.
Em 16 de abril de 2024, foi transferido para a nunciatura apostólica da África do Sul e Lesoto. Em 19 de julho do mesmo ano, também foi nomeado para as nunciaturas de Namíbia e Essuatíni. Em 20 de agosto de 2024, foi nomeado também para a nunciatura apostólica de Botswana.